# (90568) 2004 GV9
(90568) 2004 GV9 é um objeto transnetuniano no cinturão de Kuiper classificado como cubewano. Ele possui uma magnitude absoluta de 4,0. O Telescópio Espacial Spitzer estimou um diâmetro de 677,2 km, tornando-o num provável planeta anão.

## Descoberta
(90568) 2004 GV9 foi descoberto no dia 13 de abril de 2004, pelo Near Earth Asteroid Tracking (NEAT).

## Órbita
(90568) 2004 GV9 possui um período orbital de 270,37 anos. Sua órbita possui uma excentricidade de 0,081, com um periélio (menor distância ao Sol) de 38,712 UA e um afélio (maior distância ao Sol) de 45,534 UA e um semieixo maior de 42,123 UA.